# 樓住有情人
《樓住有情人》（英語：At Home With Love）是香港電視廣播有限公司製作的時裝電視劇，由吳啟華、蒙嘉慧、鍾景輝及曹永廉領銜主演，全劇共20集，監製羅永賢。
故事講述一對父子在八、九十年代的香港經營地產經紀，其子繼承父業後出現的價值觀各異與其本人感情的問題為故事的主線，在遭遇中對拜金價值觀的思考。劇集以西環為背景。

## 演員表
| 演員   | 角色   | 暱稱／關係 |
| 鍾景輝 | 鍾 邦  | 邦主 創辦人 業主立案法團主席 鍾志良之父 霍明軒之師傅 康澄之男友 於第16集決定賣掉「誠實」未遂 於第20集交代因腦癌去世 |
| 吳啟華 | 鍾志良 | 師傅 老闆 鍾邦之子 方倩汶之前男友，後復合，於第14集分手，但仍保持朋友關係 徐芷羚之上司，於第15集起為男友，於第18集分手，最後復合 患有心臟病，於第17集接受手術 與霍明軒不和 於第13集因心臟病發作而暈倒在車內 於第20集再次進行手術 半年後同徐芷羚再相遇後故事結束 |
| 蒙嘉慧 | 徐芷羚 | Elaine、Ling 地產經紀 於第17集辭職並轉投「卓傑」 於第20集返回，頂替入院做手術的鍾志良 參見徐家 |
| 吳家樂 | 陳浩龍 | David、龍哥 地產經紀 於第10集辭職，後復職 於第15集被控虛報單位資料，後被罰停牌三個月 |
| 許紹雄 | 應 仁  | 大師兄 地產經紀 於第10集誤傷顧客被解僱，後辭職並轉投「卓傑」，最後返回「誠實」 |
| 唐詩詠 | 蔡盈盈 | Yuki 地產經紀 於第10集辭職，後復職 徐日進之女友 徐芷羚之好友 |
| 馬海倫 | 陳淑蓮 | 蓮姐 地產經紀 於第10集辭職並轉投「卓傑」，最後返回「誠實」 |

### 卓傑地產公司
| 演員   | 角色   | 暱稱／關係 |
| 李天翔 | 謝文洛 | Ronald 行政總裁 於第13集提出收購「誠實」但被拒，並與鍾志良打賭                                                                                          |
| 曹永廉 | 霍明軒 | Henry 西上環分行主管 徐芷羚之舊同學，並鍾情其 鍾邦之徒弟 與鍾志良不和，後和好 於第16集解僱應仁 於第20集被調到西九龍分行後了解師傅所說的做地產經紀的快樂 |
| 馬海倫 | 陳淑蓮 | 蓮姐 地產經紀 於第17集加入，後返回「誠實」 |
| 許紹雄 | 應 仁  | 於第10集加入 於第16集被辭退，並返回「誠實」 |
| 蒙嘉慧 | 徐芷羚 | 於第18集加入 於第19集辭職 |
| 曾詠琳 |        | 地產經紀 |
| 陳積榮 |        | 地產經紀 |
| 莊爵歌 |        | 地產經紀 |
| 蔡倩薇 |        | 地產經紀 |
| 陸駿光 |        | 地產經紀 |
| 胡麒豐 |        | 地產經紀 |
| 葉凱茵 |        | 地產經紀 |
| 沈可欣 |        | 地產經紀 |
| 賀文傑 |        | 地產經紀 |
| 趙敏通 |        | 地產經紀 |

### 徐家
| 演員           | 角色   | 暱稱／關係 |
| 黎彼得         | 徐乃海 | 酒樓大廚 李瓊珠之夫 徐芷羚、徐日進之父 |
| 陳曼娜         | 李瓊珠 | 徐乃海之妻 徐芷羚、徐日進之母 |
| 黃美棋（童年） | 徐芷羚 | Elaine、阿Ling 曾為嘉嘉化妝公司職員、誠實地產公司職員、卓傑地產公司職員 徐乃海、李瓊珠之女 徐日進之姊 鍾志良之下屬，於第15集起為其女友，於第18集分手，最後復合 蔡盈盈之好友 霍明軒之舊同學，曾鍾情其，後其鍾情對象 於第20集到上海發展 |
| 蒙嘉慧         | 徐芷羚 | Elaine、阿Ling 曾為嘉嘉化妝公司職員、誠實地產公司職員、卓傑地產公司職員 徐乃海、李瓊珠之女 徐日進之姊 鍾志良之下屬，於第15集起為其女友，於第18集分手，最後復合 蔡盈盈之好友 霍明軒之舊同學，曾鍾情其，後其鍾情對象 於第20集到上海發展 |
| 司徒瑞祈       | 徐日進 | 徐乃海、李瓊珠之子 徐芷羚之弟 蔡盈盈之男友 |

### 其他演員
| 演員   | 角色   | 暱稱／關係                                                                                        |
| 譚小環 | 周靜欣 | Joey 「嘉嘉化妝公司」職員 徐芷羚之好友                                                            |
| 胡定欣 | 方倩汶 | Cindy 鍾志良之前女友，後復合，於第14集分手，但仍保持朋友關係 被鄧貴權愛慕並追求，於第14集為其女友 |
| 林漪娸 | 康 澄  | 康醫生 醫生 鍾邦之女友 豬仔之母                                                                   |
| 楊家盛 | 豬 仔  | 康澄之子 鍾邦之好友                                                                               |
| 蔡康年 | 鄧貴權 | 權少 鍾情方倩汶並追求其，於第14集為其男友 於第20集幫助誠實購買多個單位 口頭禪：我炳               |
| 胡 楓  | 楊英滿 | 滿記 業主立案法團副主席 鍾邦之好友 妻子於十多年前去世 鍾情康澄                                    |
| 張英才 | 金松茂 | 茂哥 業主立案法團司庫 鍾邦之好友                                                                  |
| 郭德信 | 黎兆棠 | 棠叔 業主立案法團秘書 鍾邦之好友                                                                  |
| 江 漢  | 江大海 | 銀亞地產集團主席 鍾邦之好友                                                                       |
| 陳智燊 | 林律師 |                                                                                                   |
| 魯 芬  | 老 芬  | 「嘉嘉化妝公司」店長 於第1集解僱徐芷羚                                                            |
| 林遠迎 | 輝     | 鄧貴權助手（第8、9、13集）                                                                        |
| 趙永洪 | 律 師  | （第13集）                                                                                        |
| 游 飈  | 王 生  | （第14集）                                                                                        |
| 高俊文 | 醫 生  | （第16集）                                                                                        |
| 邵卓堯 | 文 哥  | 誠實地產客人                                                                                      |

## 外部連結
- 無綫電視官方網頁 - 樓住有情人